# Huglin-index
De Huglin-index of Huglin-zonnewarmteindex is een warmte-index voor de wijnbouw, ontwikkeld door Pierre Huglin.

## Doel
Bij de warmte-index wordt de som berekend van de temperatuur van de dagen tussen 1 april en 30 september, waarbij de temperatuur hoger is dan 10 °C. Bij deze berekening worden de gemiddelde dagtemperatuur en de maximum dagtemperatuur gebruikt en tevens wordt een correctie toegepast in verband met de geografische ligging.
Ieder druivenras heeft een bepaalde hoeveelheid warmte nodig om succesvol te kunnen worden geteeld en rijpe druiven te kunnen produceren in een bepaald gebied. De berekende warmtesom, op basis van weerstations of klimaatmodellen verschillen vaak van de werkelijke situatie in wijngaarden in die zin dat de werkelijk waarden vaak hoger liggen. De index houdt dan bijvoorbeeld geen rekening in temperatuurvoordelen binnen de wijngaard zoals op een heuvel liggend, waardoor de werkelijke temperaturen 1,5 tot 2 °C hoger kunnen zijn dan volgens weerstations. In de Nederlandse situatie zal waarschijnlijk minder vaak het geval zijn.

## Berekening
De Huglin-index wordt berekend als product van de coëfficiënt K en de som van dagelijkse indextemperaturen tussen 1 april en 30 september. De indextemperatuur voor iedere dag wordt berekend door het gemiddelde te bepalen van de gemiddelde dagtemperatuur en de maximum dagtemperatuur ten opzichte van de basis temperatuur van 10 °C.
{\displaystyle HI=K\cdot \sum \limits _{01.04.}^{30.09.}\left({\frac {T_{\mathrm {med} }+T_{\mathrm {max} }}{2}}-10\right)}
Tmed = Gemiddelde dagtemperatuur
Tmax = Maximum dagtemperatuur
Basistemperatuur = 10 °C
K = een parameter die afhankelijk is van de breedtegraad waar de wijngaard zich bevindt; de som van de indextemperaturen wordt vermenigvuldigd met de factor K om te compenseren voor de langere dagen op noordelijke (of zuidelijke) breedten; Bijvoorbeeld:
K (40°) = 1,02
K (50°) = 1,06

## warmteindex volgens Huglin (1986) voor verschillende druivenrassen
| Huglin-Index H  | Druivenrassen                                                                 |
| --------------- | ----------------------------------------------------------------------------- |
| H < 1500        | geen aanbeveling voor wijnbouw                                                |
| 1500 ≤ H < 1600 | Müller Thurgau, Blauer Portugieser                                            |
| 1600 ≤ H < 1700 | Pinot Blanc, Pinot Gris, Aligoté, Gamay Noir, Gewürztraminer                  |
| 1700 ≤ H < 1800 | Riesling, Chardonnay, Silvaner, Sauvignon Blanc, Pinot Noir, Grüner Veltliner |
| 1800 ≤ H < 1900 | Cabernet Franc,                                                               |
| 1900 ≤ H < 2000 | Chenin Blanc, Cabernet Sauvignon, Merlot, Semillion, Welschriesling           |
| 2000 ≤ H < 2100 | Ugni Blanc                                                                    |
| 2100 ≤ H < 2200 | Grenache, Syrah, Cinsaut                                                      |
| 2200 ≤ H < 2300 | Carignan                                                                      |
| 2300 ≤ H < 2400 | Aramon                                                                        |